# Pseudoselago
Pseudoselago, biljni rod iz porodice Scrophulariaceae (strupnikovke), dio je tribusa Limoselleae, potporodica Scrophularioideae. 
Postoji 28 priznatih vrsta iz Južne Afrike. Tipična vrsta je Pseudoselago spuria, trajnica iz provincije Western Cape. Šest vrsta na popisu su kao rijetke, dok je Pseudoselago burmannii slabo poznata vrsta. Jedini pouzdani zapisi o njoj su s dva mjesta u slivu rijeke Olifants između Klawera i Clanwilliama i s istočnog podnožja Cederberga ispod vrha Krakadou sjeveroistočno od Wuppertala. Ne zna se dovoljno o njenoj rasprostranjenosti, specifičnom staništu ili trenutnom statusu populacije da bi se odredio njezin status.

## Etimologija
Ime roda dolazi od pseudo, lažan, i roda Selago.

## Opis
Rod Pseudoselago ograničen je na jugozapadni provincije Western Cape. Čudan naziv dolazi od činjenice da je nekoć bio uključen u rašireniji rod Selago, ali je 28 vrsta odvojeno jer se smatralo da su "lažno" ("Pseudo") uključene u taj rod. Ova se dva roda razlikuju po nizu malih obilježja, najznačajnija je prisutnost dlačica oko ušća cvjetova kod Pseudoselaga, ali dlake su odsutne u rodu Selago. Druge pojedinosti koje je lakše uočiti, ali manje dosljedne, uključuju način na koji se lišće grupira u čvorovima u Selagou, ali rijetko u Pseudoselagou i prisutnost mrlja različitih boje u blizini ušća cvijeta u Pseudoselagou, ali nema u Selagou. Također postoje razlike u sjemenkama i plodnim cvatovima.

## Vrste
1. Pseudoselago arguta (E.Mey.) Hilliard
2. Pseudoselago ascendens (E.Mey.) Hilliard
3. Pseudoselago bella Hilliard
4. Pseudoselago burmanni (Choisy) Hilliard
5. Pseudoselago caerulescens Hilliard
6. Pseudoselago candida Hilliard
7. Pseudoselago densifolia (Hochst.) Hilliard
8. Pseudoselago diplotricha Hilliard
9. Pseudoselago gracilis Hilliard
10. Pseudoselago guttata (E.Mey.) Hilliard
11. Pseudoselago hilliardiae J.C.Manning & Goldblatt
12. Pseudoselago humilis (Rolfe) Hilliard
13. Pseudoselago langebergensis Hilliard
14. Pseudoselago outeniquensis Hilliard
15. Pseudoselago parvifolia Hilliard
16. Pseudoselago peninsulae Hilliard
17. Pseudoselago prolixa Hilliard
18. Pseudoselago prostrata Hilliard
19. Pseudoselago pulchra Hilliard
20. Pseudoselago quadrangularis (Choisy) Hilliard
21. Pseudoselago rapunculoides (L.) Hilliard
22. Pseudoselago recurvifolia Hilliard
23. Pseudoselago serrata (P.J.Bergius) Hilliard
24. Pseudoselago similis Hilliard
25. Pseudoselago spuria (L.) Hilliard
26. Pseudoselago subglabra Hilliard
27. Pseudoselago verbenacea (L.f.) Hilliard
28. Pseudoselago violacea Hilliard